# Seznam osobností vyznamenaných 28. října 2022

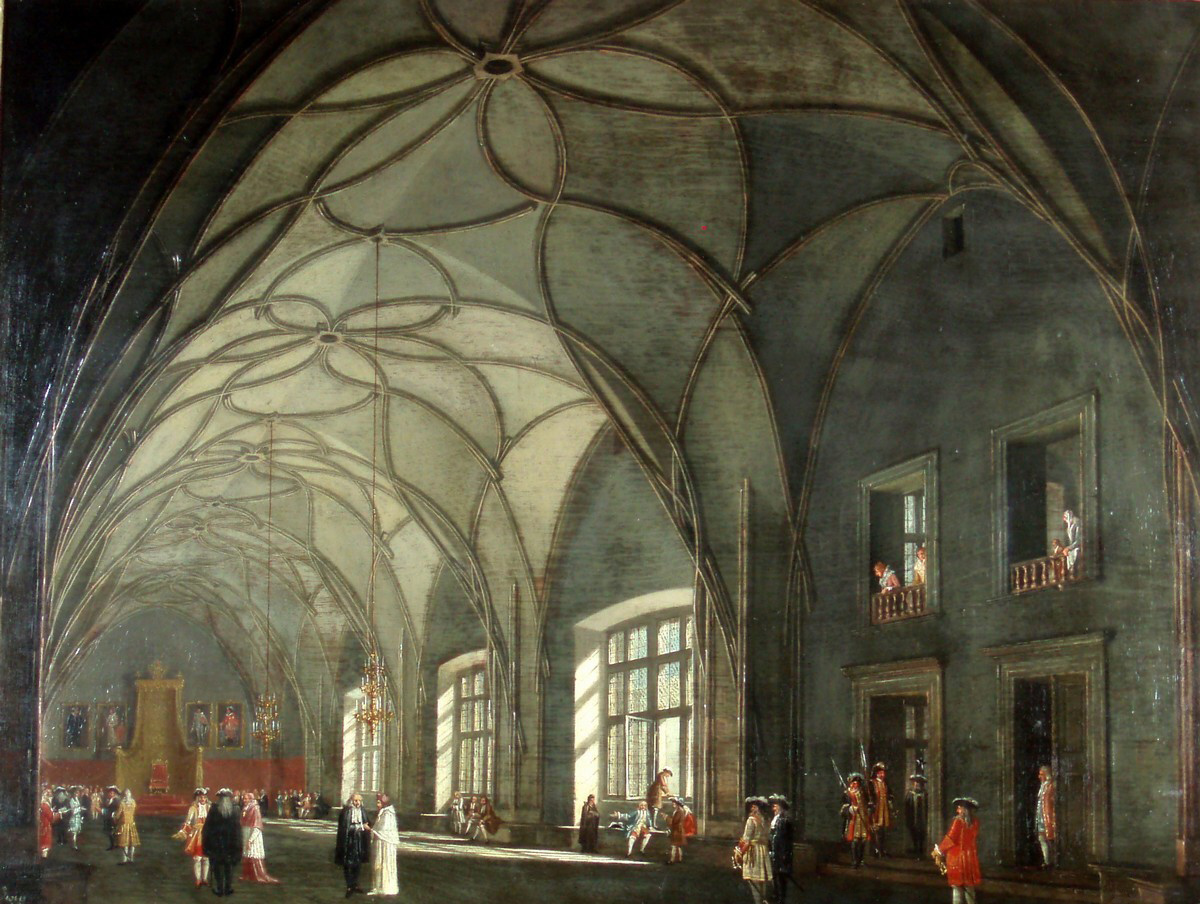
Historická podoba Vladislavského sálu Pražského hradu, nynějšího místa udílení státních vyznamenání

Toto je seznam osobností, které vyznamenal prezident České republiky Miloš Zeman státními vyznamenáními při státním svátku 28. října 2022. Slavnostním udílením vyznamenání ve Vladislavském sále Pražského hradu vyvrcholily oslavy Dne vzniku samostatného československého státu.

## Návrhy
Návrh na udělení státního vyznamenání může prezidentovi podat občan, skupina občanů či organizace. Ze zákona své návrhy předkládá také Poslanecká sněmovna, Senát a vláda. Prezident však k návrhům nemusí přihlížet a může vyznamenat také bez návrhu; udělení státních vyznamenání však podléhá kontrasignaci předsedou vlády.

### Senát
Dne 28. června 2022 schválil organizační výbor Senátu seznam 8 osobností navržených senátorům a senátorkám k doporučení prezidentovi. Na udělení řádu Bílého lva byly navrženy 4 osoby, na udělení medaile Za hrdinství 1 osoba a na udělení medaile Za zásluhy 3 osoby. Mezi nimi byli členové odboje Tři králové, účastník odboje proti Rakousku-Uhersku za první světové války a zahraničního československého protinacistického odboje za druhé světové války Karel Lukas, příslušník protinacistického odboje romské národnosti Josef Serinek, sbormistr a zakladatel pěveckého sboru Kantiléna Ivan Sedláček nebo aktivistka za ženská práva, poslankyně a první starostka na Moravě Ludmila Zatloukalová-Coufalová.

### Poslanecká sněmovna
Poslanecká sněmovna 15. června 2022 schválila seznam 34 navržených osobností prezidentovi k vyznamenání. Na řád Bílého lva navrhla celkem 11 osob, 2 osoby na řád T. G. M., 7 osob na Medaili Za hrdinství a 14 osob na Medaili Za zásluhy. Mezi navrženými byli například členové Skupiny bratří Mašínů, Milena Černá, Jan Slabák, Martin Hrbáč, Miloš Štědroň, Veritas Holíková, Angelika Ivana Pintířová a další.

### Prezident
Ze strany občanů vzešlo 139 návrhů na vyznamenání osobností z celkového počtu 168 předmětných dopisů zaslaných prezidentovi, v nichž bylo někdy obsaženo i více jmen.

## Seznam vyznamenaných

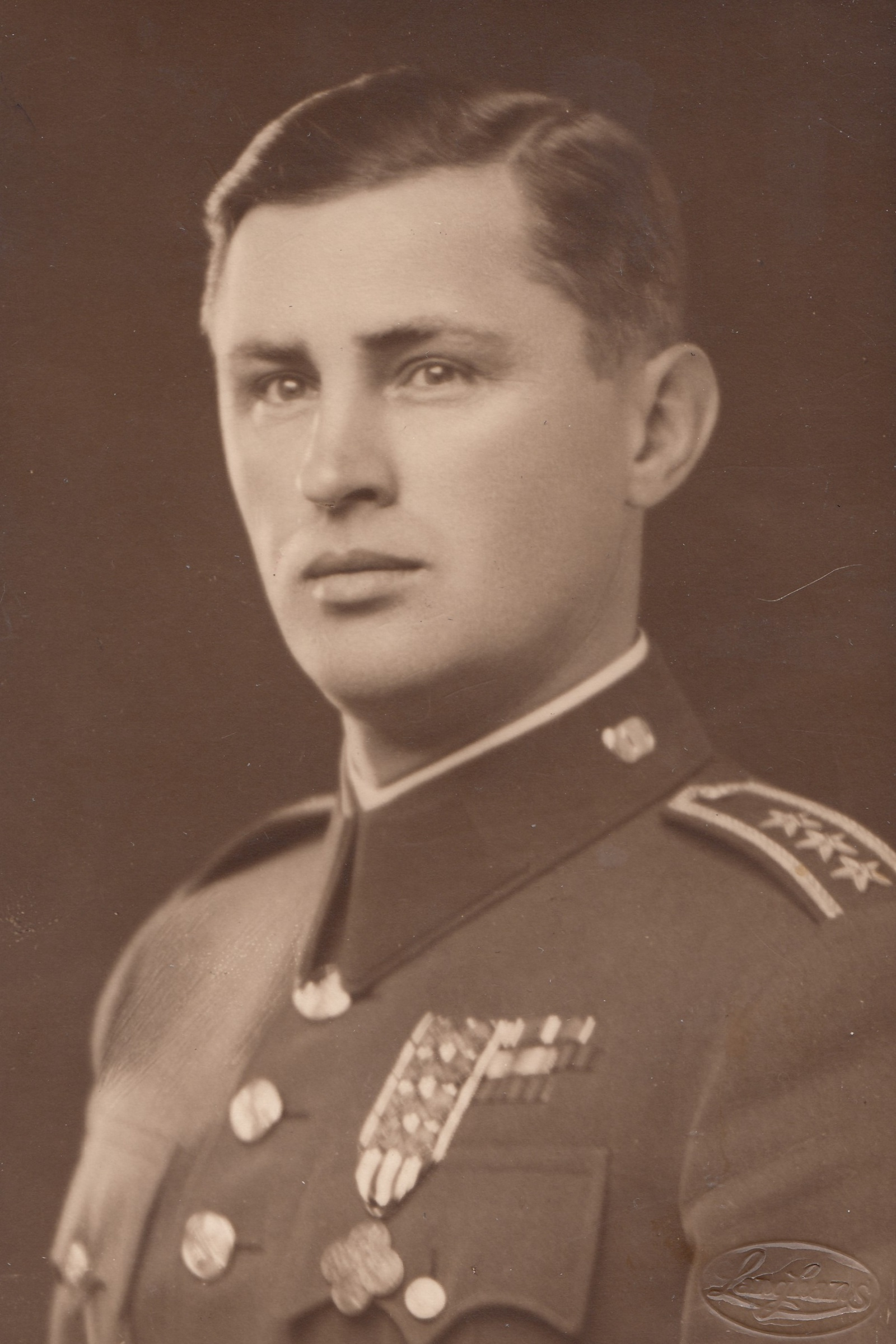
Josef Mašín

Prezident Zeman vyznamenal 78 osobností, o 49 více než předchozí rok. Z nich 33 vyznamenal in memoriam:

### Řád Bílého lva vojenské skupiny I. třídy

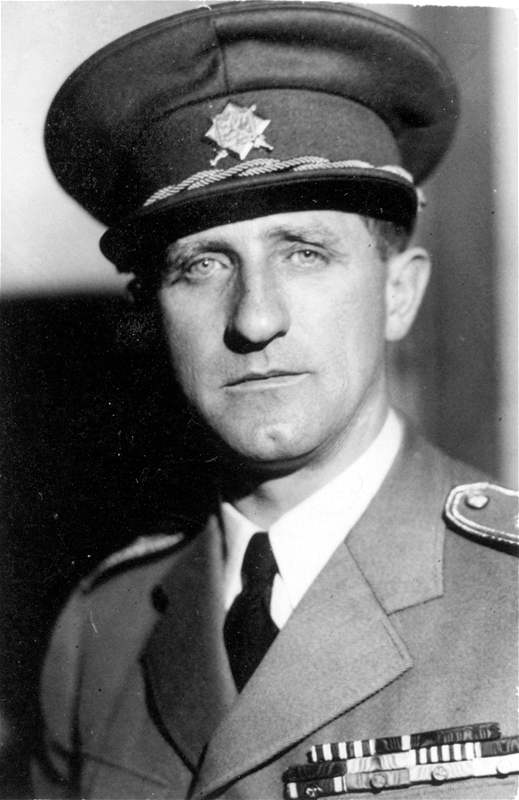
Karel Lukas

- generálmajor Josef Balabán, in memoriam, legionář a člen protinacistického odboje Tři králové
- divizní generál Josef Hubáček, in memoriam, letec a člen legendární akrobatické trojice Novák, Široký, Hubáček
- generálmajor Karel Lukas, in memoriam, účastník odboje za první světové války a československého protinacistického odboje za druhé světové války
- generálmajor Vojtěch Boris Luža, in memoriam, generál, legionář a čelný představitel československého protifašistického odboje
- generálmajor Josef Mašín, in memoriam, důstojník prvorepublikové Československé armády a člen protinacistického odboje Tři králové
- brigádní generál Václav Morávek, in memoriam, důstojník československé armády a člen protinacistického odboje Tři králové
- plukovník Josef Stehlík, in memoriam, člen československého zahraničního leteckého odboje

### Řád Bílého lva občanské skupiny I. třídy

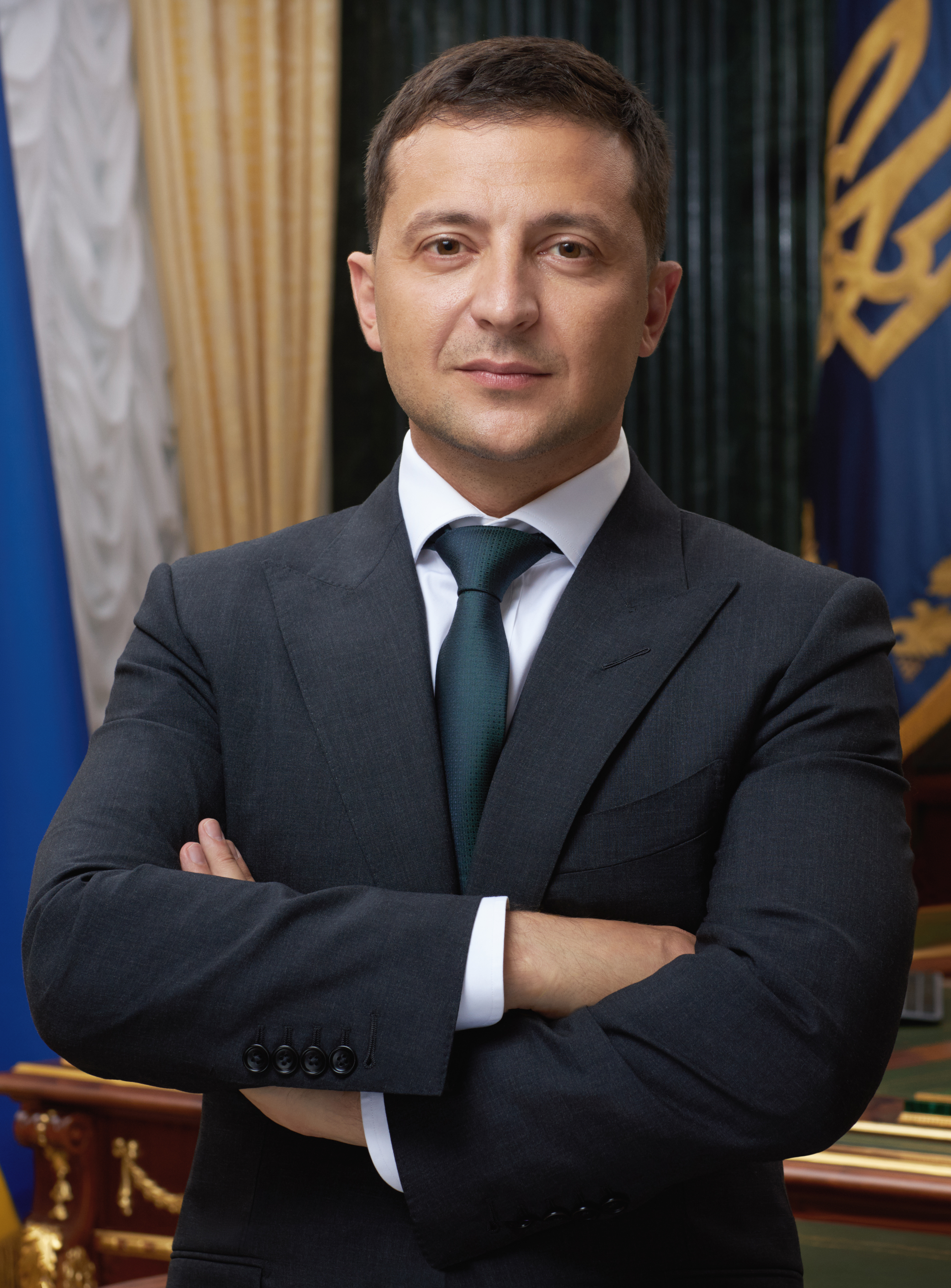
Volodymyr Zelenskyj

- Volodymyr Zelenskyj, prezident Ukrajiny

### Řád Tomáše G. Masaryka I. třídy
- Milena Černá, in memoriam, lékařka a ředitelka Výboru dobré vůle – Nadace Olgy Havlové
- Věra Doušová, ředitelka Potravinové banky pro Prahu a Středočeský kraj
- Ladislav Mňačko, in memoriam, slovenský spisovatel a všestranný publicista

### Medaile Za hrdinství
- Josef Adamec, in memoriam, student a studentský funkcionář, popravený 17. listopadu 1939
- Jaroslav Bolfík, starosta Sboru dobrovolných hasičů v Mikulčicích, pomáhal lidem postiženým tornádem na jižní Moravě
- Jan Černý, in memoriam, student a studentský funkcionář, popravený 17. listopadu 1939
- Miroslav Fenik, in memoriam, zahynul při požáru svého domu a při záchraně života manželce a synovi
- Jaroslav Fila, in memoriam, dobrovolný hasič z koryčanské jednotky, tragicky zahynul při výbuchu rodinného domu
- Marek Frauwirth, in memoriam, levicový aktivista a nediplomatický pracovník slovenského konzulátu v Praze, popravený 17. listopadu 1939
- Tomáš Houška, in memoriam, důstojník československé armády, odbojář, spolupracoval s vedením odbojové organizace Obrana národa
- Jaroslav Klíma, in memoriam, předseda Národního svazu českého studentstva v Čechách a na Moravě, popravený 17. listopadu 1939
- Marek Klimus, s nasazením vlastního života se zasloužil o záchranu lidského života
- Jan Košík, velitel jednotky Sboru dobrovolných hasičů obce Hřensko, aktivně se účastnil na zdolávání masivního požáru v Českém Švýcarsku
- Bedřich Koula, in memoriam, student a studentský funkcionář, popravený 17. listopadu 1939
- Petr Matouš, důstojník speciálních sil, účastník 6 zahraničních misí
- Josef Matoušek, in memoriam, historik a vysokoškolský pedagog, popravený 17. listopadu 1939
- Tomáš Neškodný, četař, voják z 53. pluku průzkumu a elektronického boje, zachránil matku a dvě děti před utonutím v jezu
- Martin Semecký, zasloužil se o nalezení 8leté německé holčičky, která přečkala v lese dvě mrazivé noci
- Josef Serinek, in memoriam, příslušník protinacistického odboje romské národnosti
- František Skorkovský, in memoriam, student a studentský funkcionář, popravený 17. listopadu 1939
- Václav Šaffránek, in memoriam, student a studentský funkcionář, popravený 17. listopadu 1939
- Tomáš Vlasák, vedoucí Pilotního oddělení Letecké služby Policie ČR, aktivně se účastnil na zdolávání masivního požáru v Českém Švýcarsku
- Marek Vrba, in memoriam, dobrovolný hasič z koryčanské jednotky, tragicky zahynul při výbuchu rodinného domu
- Jan Weinert, in memoriam, středoškolský pedagog a studentský funkcionář, popravený 17. listopadu 1939

### Medaile Za zásluhy I. stupně
- Jehuda Bacon, izraelský malíř a přeživší vyhlazovacího tábora Auschwitz-Birkenau
- Justin Jan Berka, převor vyšebrodského kláštera
- Jan Betka, předseda Akademického senátu 1. LF UK, emeritní přednosta Kliniky otorinolaryngologie a chirurgie hlavy a krku 1. LF UK a FN v Motole
- Vladimír Bílek, předseda meziparlamentní skupiny spolupráce Chorvatského parlamentu a Parlamentu České republiky
- Michal Burian, ředitel Odboru muzeí VHÚ, autor/spoluautor výstav, expozic a mnoha odborných a populárně naučných publikací
- Karel Čáslavský, in memoriam, filmový archivář, historik, publicista a moderátor
- Jaroslav Čvančara, spisovatel, publicista, autor literatury faktu, pedagog a hudebník
- Emil Dračka, starosta obce Kralice nad Oslavou
- Miloslav Fiala, římskokatolický kněz a premonstrát, tiskový mluvčí Československé a České biskupské konference a redaktor náboženských pořadů
- Jiří Holík, hokejista a trenér
- Martin Hrbáč, horňácký houslista, zpěvák a primáš Horňácké cimbálové muziky
- Miroslav Jansta, právník a sportovní funkcionář
- František Janula, in memoriam, malíř
- Tomáš Jirsa, senátor Parlamentu ČR a starosta města Hluboká nad Vltavou
- Miroslav Kalaš, lékař a odborník na interní lékařství, sociální lékařství a organizaci zdravotnictví
- Jan Kaše, náčelník Vojenské kanceláře prezidenta republiky
- Václav Klemák, ředitel Hasičského záchranného sboru Karlovarského kraje
- Jiří Kotyk, bývalý vysokoškolský pedagog, historik se zaměřením na regionalistiku Pardubicka
- Eva Kubala Havrdová, neuroložka, vedoucí Centra pro demyelinizační onemocnění Neurologické kliniky 1. LF UK a VFN v Praze
- Ivan Lendl, tenista a trenér
- Oldřich Lichtenberg, právník, manažer a podnikatel
- Frank Malina, in memoriam, americký vědec, raketový inženýr a vynálezce s českými předky
- Jaroslav Malý, lékař IV. interní hematologické kliniky FN HK a lékařský náměstek ředitele Fakultní nemocnice Hradec Králové
- Jiří Mareček, profesor v oboru zahradní a krajinná architektura
- Petr Marek, zakladatel a předseda spolku Bezkomunistu.cz
- Petr Mlsna, právník, politik, vysokoškolský pedagog a předseda Úřadu pro ochranu hospodářské soutěže
- Gustav Oplustil, in memoriam, televizní a rozhlasový scenárista, dramaturg, režisér a herec
- Angelika Ivana Pintířová, řádová sestra kongregace Milosrdných sester sv. Karla Boromejského, zdravotnice, ošetřovatelka a pedagožka
- František Pošta, in memoriam, lánský kronikář, patriot a velitel sboru dobrovolných hasičů
- Ivan Sedláček, sbormistr
- Jan Slabák, trumpetista, pedagog a kapelník, zakladatel dechové kapely Moravanka
- Pavel Stodůlka, lékař specializující se na oftalmologii
- Pavel Šlampa, specialista v oboru radioterapie a přednosta Kliniky radiační onkologie Masarykova onkologického ústavu v Brně
- Boris Šťastný, lékař, manažer a podnikatel v oblasti zdravotnictví a sociálních služeb
- Miloš Štědroň, muzikolog, pedagog, hudební skladatel a profesor
- Ivana Trumpová, in memoriam, podnikatelka, lyžařka a modelka
- Vladislav Třeška, přednosta chirurgické kliniky FN Plzeň a Transplantačního centra v Plzni, proděkan LF UK v Plzni
- Jaroslav Třešňák, podnikatel a mecenáš umění
- Jakub Vágner, rybář
- Michaela Vidláková, přeživší vyhlazovacího tábora
- Vladimír Vlček, generální ředitel Hasičského záchranného sboru ČR
- Pavel Vršecký, cyklista a trenér
- Hana Zagorová, in memoriam, zpěvačka
- Ludmila Zatloukalová-Coufalová, in memoriam, aktivistka za ženská práva, poslankyně a první starostka na Moravě
- Miroslav Zavoral, lékař, internista - gastroenterolog, ředitel ÚVN a přednosta
- Miroslav Žbirka, in memoriam, zpěvák a skladatel